# Fédération du Koweït de basket-ball
La Fédération du Koweït de basket-ball est une association, fondée en 1959, chargée d'organiser, de diriger et de développer le basket-ball au Koweït.
La Fédération représente le basket-ball auprès des pouvoirs publics ainsi qu'auprès des organismes sportifs nationaux et internationaux et, à ce titre, le Koweït dans les compétitions internationales. Elle défend également les intérêts moraux et matériels du basket-ball koweïtien. Elle est affiliée à la FIBA depuis 1959, ainsi qu'à la FIBA Asie.
La Fédération organise également le championnat national.

## Présidents successifs
- 1974-1978 : Fahad Al-Ahmed Al-Jaber Al-Sabah